# Norman Podhoretz
Norman Podhoretz (Brooklyn, 16 gennaio 1930) è un giornalista statunitense di origine ebrea polacca. È uno fra i maggiori commentatori statunitensi di area neocon; si definisce "paleo-neoconservatore" .

## Opere recenti
Nel libro del 2007 World War IV: The Long Struggle Against Islamofascism, Podhoretz sostiene che la Terza Guerra Mondiale sia stata la Guerra Fredda, vinta dall'Occidente sul blocco sovietico; la Quarta Guerra Mondiale sarebbe quella scoppiata contro l'integralismo islamico l'11 settembre. Tesi queste sostenute in Italia anche da Vittorio Baccelli nel suo saggio La IV Guerra Mondiale pubblicato poi nel 2007 dalle "Edizioni della Mirandola" con titolo "NAZISLAM".

## Libri pubblicati
- 1964: Doings and Undoings: The Fifties and After (saggio sugli scrittori statunitensi)
- 1967: Making It (autobiografia) ISBN 0-394-43449-8
- 1979: Breaking Ranks: A Political Memoir
- 1980: The Present Danger: "Do We Have the Will to Reverse the Decline of American Power?" ISBN 0-671-41395-3
- 1982: Why We Were in Vietnam (storia e argomenti) ISBN 0-671-44578-2
- 1986: The Bloody Crossroads: Where Literature and Politics Meet (saggi su Camus, Kundera, Henry Adams, Kissinger, Solzhenitsyn, Orwell et al.) ISBN 0-671-61891-1
- 2000: Ex-Friends: Falling Out with Allen Ginsberg, Lionel & Diana Trilling, Lillian Hellman, Hannah Arendt, and Norman Mailer (memorie) ISBN 1-893554-17-1
- 2001: My Love Affair With America: The Cautionary Tale of a Cheerful Conservative (autobiografia) ISBN 1-893554-41-4
- 2002: The Prophets: Who They Were, What They Are (sui profeti ebrei classici) ISBN 0-7432-1927-9
- 2003: The Norman Podhoretz Reader: A Selection of His Writings from the 1950s through the 1990s, curato da Thomas L. Jeffers; prefazione di Paul Johnson ISBN 0-7432-3661-0
- 2007: World War IV: The Long Struggle Against Islamofascism ISBN 0-385-52221-5